# Gaetano Bisleti
Gaetano Bisleti (n. 20 martie 1856, Veroli, Lazio, Regatul Italiei – d. 30 august 1937, Roma, Regatul Italiei) a fost un preot italian, care a deținut funcțiile de cardinal protodiacon al Bisericii Romano-Catolice (1916-1928) și prefect al Congregației Sacre pentru Educația Catolică (1915-1932).

## Biografie
Gaetano Bisleti s-a născut în Veroli, Italia. A fost educat la Seminarul de la Tivoli și la Academia Pontificală Ecleziastică, unde a obținut un doctorat în teologie în 1879 (S.T.D. - Sacrae Theologiae Doctor). Bisleti a fost hirotonit preot la 20 septembrie 1878. A fost numit canonic și arhidiacon al capitlului din Veroli, unde a slujit până în 1884. A fost creat camerier secret de numero participantium la 20 decembrie 1884. El a fost ridicat la rangul de prelat domestic și maestru al camerei papale la 29 mai 1901.
În mai și în iunie 1907, când Bisleti era încă monsenior și Maggiodomo di Sua Santità (majordom al Sanctității Sale), artistul american născut în Elveția, Adolfo Müller-Ury (1862-1947), care a pictat în Roma un portret mare al Papei Pius X și a pictat două portrete ale cardinalului Rafael Merry del Val, a realizat, de asemenea, un portret al lui Bisleti, fapt consemnat în New York Herald, duminică, 27 decembrie 1908.

## Cardinalat
El a fost creat și proclamat cardinal-diacon de Sant’Agata de’ Goti de către Papa Pius al X-lea în consistoriul din 27 noiembrie 1911. A slujit ca Mare Maestru al Ordinului Militar Suveran de Malta din 2 ianuarie 1914. A participat la conclavul papal din 1914 în care a fost ales Papa Benedict al XV-lea. Papa Benedict l-a numit primul prefect al Congregației pentru seminarii și universități la 1 decembrie 1915. A participat la conclavul din 1922 care l-a ales pe Papa Pius al XI-lea. În calitate de cardinal protodiacon el a anunțat alegerea lui Pius al XI-lea și l-a încoronat pe noul papă cu tiara papală la 12 februarie 1922. În  data de 27 octombrie 1932 a fost numit președinte al Comisiei Biblice Pontificale.
În octombrie 1911 a oficiat căsătoria viitorului împărat al Austro-Ungariei Carol I al Austriei (din familia habsburgică) cu soția sa, Zita de Bourbon-Parma. A avut cea mai lungă perioadă drept cardinal protodiacon din 1916 până în 1928, apoi a fost ridicat pro hac vice la rangul de cardinal preot de Sant’Agata de’ Goti la 17 decembrie 1928. A murit la 30 august 1937 în Grottaferrata.

## Ordine și decorații
- Comandor al Ordinului Coroanei Prusiei
- Comandor al Ordinului Ferdinand al IV-lea al Toscanei
- Comandor al Ordinului Coroanei din Siam
- Marea cruce a Ordinului Regal Saxon Albrecht - 9 martie 1906
- Marea cruce de cavaler a Ordinului Neprihănitei Concepții de Vila Viçosa. 1909
- Medalia Pro Ecclesia et Pontifice